# John Lennon
John Winston Ono Lennon (født 9. oktober 1940 i Liverpool, død 8. december 1980 i New York City) var en britisk musiker, sanger og komponist. Han fik sit gennembrud med The Beatles, hvor han fremstod som frontfigur sammen med Paul McCartney. John Lennon og McCartney var op igennem 1960'erne eksponenter for udviklingen af rockmusik fra ungdommens dansemusik til seriøs og politisk medie. Sammen skrev de en serie af de mest populære sange i 1960'erne.
Lennon blev i 1969 gift med den japanske avantgardekunstner Yoko Ono.
Efter Beatles' opløsning i 1970 havde han en kort, men slagkraftig solokarriere i perioden 1970-1975 med en række politiske og eksperimenterende album. Efter en længere pause fra 1975-1980, hvor han koncentrerede sig om familielivet med Yoko og sønnen Sean, fik han et comeback med albummet Double Fantasy i 1980. Den 8. december 1980 blev han skudt og dræbt uden for sit hjem Dakotabygningen i New York af den sindsforvirrede fan, Mark David Chapman.

## Baggrund
John Lennon blev født om aftenen den 9. oktober 1940 midt under Slaget om England. Begge hans forældre havde en musikalsk baggrund, selvom ingen af dem var professionelle. Han boede sammen med forældrene, indtil hans far, Fred Lennon, forlod familien. Hans mor, Julia Lennon, magtede ikke opgaven som enlig mor og overdrog sønnen til sin søster Mimi, som boede i nærheden. Mosteren havde nu opgaven at opdrage drengen, mens han biologiske mor mere var en legemoster, der kom på besøg og forkælede ham. Skønt de boede hver for sig, påvirkede Julia Lennon stærkt sin søn. Bl.a. var hun årsag til hans interesse for musik, og hun lærte ham at spille banjo. I skolen havde han det svært pga. sin ordblindhed og blev anset som en ballademager og bestod ikke sin eksamen. Efter hans 17 års fødselsdag blev hans mor dræbt af en spritbilist. Dette fik en voldsom indflydelse på mange af hans senere sange og var med til at cementere hans venskab med Paul McCartney, der i en alder af 14 mistede sin mor, som døde af brystkræft.
I puberteten udviklede Lennon svær nærsynethed og var tvunget til at bære tykke hornbriller for at kunne se. Dette tyngede ham meget, selvom et af hans idoler Buddy Holly også bar briller. I starten af sin karriere brugte han kontaktlinser, men i 1966 skiftede han til de runde sygekassebriller.
Det lykkedes hans moster Mimi at overtale ham til at starte på Liverpool College of Art ved at vise dem nogle af hans tegninger. Det var her, han mødte sin første kone Cynthia Powell. Lennon kom til at hade konformiteten på skolen og interesserede sig mere for Rock'n'roll musik og amerikanske sangere som Elvis Presley og Buddy Holly. I slutningen af 1950'erne dannede Lennon sit egen skiffle gruppe ved navn The Quarry Men, som senere blev til The Silver Beatles, (en hentydning til Buddy Hollys Crickets), og kort efter blot The Beatles.
Lennon giftede sig med Cynthia Powell, offentligheden fandt først ud af dette senere, mens hun ventede sønnen Julian. Hun havde dog ikke nogen egentlig indflydelse på hans karriere.

## Beatles-tiden
Som leder af The Beatles havde Lennon en betydelig indflydelse på rockgenrens udvikling op igennem 1960'erne.[kilde mangler] Han blev sammen med McCartney anset som en af de mest indflydelsesrige sangere, komponister og musikere i det 20. århundrede.[kilde mangler] Af de to blev Lennon generelt anset for at være den bedste lyriker, medens McCartney havde hovedvægten på musikken. Selvom det er meget simplificeret, er der et gran af sandhed i det, eftersom en stor del af de sange, som Lennon har skrevet er retrospektive og selvbiografiske. Lennons lyrik leger ofte med ordspil, dobbelte betydninger og anvender sære ord. Blandt hans mest surrealistiske stykker er Strawberry Fields Forever og I Am the Walrus, der på bedste vis fremhæver hans unikke stil.[kilde mangler]
I et interview med Maureen Cleave til London Evening Standard sagde han:
| Citat | Kristendommen vil forsvinde. Den vil skrumpe og sygne hen. Jeg behøver ikke at argumentere om det; Jeg har ret og tiden vil vise det. Vi er mere populære end Jesus nu. Jeg ved ikke, hvad der vil forsvinde først: Rock 'n' roll eller kristendommen. Jesus var fin nok, men hans disciple var dumme og simple. Det er dem, som har fordrejet det hele for mig." | Citat |
|       | |       |

Udtalelsen var en del af et tosiders interview, som praktisk talt ikke blev bemærket i Storbritannien. I juli samme år blev udtalelsen gengivet i det amerikanske fan blad Datebook, hvilket førte til et frontalt angreb fra konservative religiøse grupper i syd- og midtvesten. Radiostationer bandlyste gruppens indspilninger, og deres album og andre udgivelser blev brændt på bål. 
Ved en pressekonference 11. august 1966 i Chicago udtalte Lennon, idet han henviste til en disc jockey i Birmingham Alabama: 
| Citat | Men, hvis en undskyldning-- hvis han vil have en, du ved, så kan han få den. Jeg undskylder overfor ham. engelsk: But if an apology-- if he wants one, you know, he can have it. I apologize to him. | Citat |
|       | |       |

Den 9. november 1966 besøgte Lennon Yoko Onos udstilling på kunstgalleriet Indica Gallery i London. Han var særdeles imponeret. Især eet kunstværk, hvor et ord skrevet med meget små bogstaver og som kun kunne læses når man stod på en stige og brugte et forstørrelsesglas. Ordet var "ja". Lennon havde formodet alt andet end et positivt ord. Lennon og Ono gjorde et stort gensidigt indtryk, og de holdt kontakt med hinanden igennem hele Sgt. Pepper perioden. Efter at Lennon kom tilbage fra sin sidste meditationstur til Indien, indledte de et forhold. Lennon fortalte det til sin kone Cynthia, som begærede skilsmisse. Lennon og Ono var fra da af praktisk taget uadskillelige, selv under Beatles indspilningerne. At Lennon bragte en ekstra person ind i inderkredsen skabte mange gnidninger med de øvrige medlemmer og en stigende spænding under indspilningerne af dobbeltalbummet The Beatles (også kaldet Det hvide album) i 1968. Ono har af mange fået skylden for gruppens langsomme opløsning, selvom den tydeligt startede allerede med manager Brian Epsteins død i 1967. Derefter var Lennon og McCartney konstant uenige om, hvordan tingene skulle styres.
Samtidig blev Lennons politiske engagement mere og mere tydeligt. Han agiterede stærkt imod Vietnamkrigen og for fred. Han returnerede den orden, som han havde modtaget af Dronning Elisabeth II i 1965, i protest mod det britiske engagement i Vietnamkrigen og indblandingen i Afrika (Biafra). Lennon og Ono blev gift den 20. marts 1969 i Gibraltar og tilbragte deres hvedebrødsdage med en sengeliggende demonstration (bed-in) for fred i Amsterdam. Demonstrationen blev gentaget i Montreal, hvorunder parret indspillede Give Peace a Chance. Ikke overraskende blev de betragtet som et par excentrikere, men de var af stor betydning for fredsbevægelserne. Lennon valget at udskifte sit mellemnavn Winston med Ono for at vise sin samhørighed med hende. Hele denne proces beskrev Lennon i The Ballad of John and Yoko, som blev indspillet af Lennon og McCartney alene.
Magtkampen Beatlerne imellem og især imellem Lennon og McCartney blev stillet til skue under indspilningerne af "Let it be" i foråret 1969. Filmen var oprindeligt tænkt som en dokumentarfilm om gruppens indspilning af et album, men blev i stedet en dokumentar om gruppens opløsning. Resultatet var så dårligt, at projektet blev lagt på hylden. I stedet samledes gruppen senere på året for at indspille deres sidste album Abbey Road. Pladen er senere kaldt bandets svanesang. Det indeholdt store kompositioner fra både Harrison, McCartney og Lennon. 
Magtkampen kulminerede med, at Lennon og George Harrison insisterede på at produceren Phil Spector fik lov at gennemarbejde optagelserne til Let it be, og at gruppen skulle have en ny manager Alan Klein. McCartney ville på sin side ikke acceptere, at der blev lagt strygere og kor på hans sange, og han ville slet ikke acceptere Alan Klein som manager. Dette fik McCartney til offentligt at meddele sit brud med The Beatles i 1970. Men allerede i slutningen af 1969 havde John Lennon meddelt til de andre 3 medlemmer af The Beatles at det for hans vedkommende var slut. Han ville i stedet indspille plader alene eller med Yoko Ono.

## Solokarriere
Af de fire Beatler havde Lennon den mest varierede og eksperimenterende karriere, der ofte afspejlede hans sammensatte natur. Allerede i 1968 optrådte han og Ono under navnet Dirty Mac i koncertfilmen The Rolling Stones Rock and Roll Circus. Igennem hele Lennons solokarriere optrådte han hyppigt på andre kunstneres album, ofte under pseudonymer som Dr. Winston O'Boogie, Mel Torrment eller The Reverend Fred Gherkin.
De indspillede også tre album med eksperimental musik inden bruddet i The Beatles: Unfinished Music No. 1: Two Virgins, Unfinished Music No. 2: Life With The Lions og Wedding Album.
Lennons første rigtige solo album med rock musik var Live Peace In Toronto (1969) indspillet live på en rockfestival i Toronto med gruppen Plastic Ono Band, som bl.a. inkluderede Eric Clapton og Klaus Voormann. Han indspillede også tre singler i den indledende del af hans solokarriere: Give Peace a Chance (en antikrigssang), Cold Turkey (om hans kamp mod et stofmisbrug) og Instant Karma!.
Efter bruddet med the Beatles i 1970 udgav Lennon albummet Plastic Ono Band. Albummet var stærkt påvirket af Arthur Janovs teorier om primalskrig som terapiform. Lennon havde selv deltaget i denne form for terapi. Efterfølgeren Imagine (1971) blev hans mest succesfulde. Titelskæringen var en usædvanlig drømmende og naiv klaverballade om fred og sammenhold. Disse værider havde Lennon ofte havde agiteret for, og de var en vigtig del af hippiekulturens modstand mod krig.
Samme år udgav han Happy Xmas (War Is Over), som er gået over i historien som en af de fineste julesange i rockhistorien. 
Som en reaktion herpå var hans næste album Sometime In New York City (1972) højrøstet og meget politisk med emner som fængselsoprør, racisme, sex, konflikten i Nordirland og hans egne problemer med at opnå arbejds- og opholdstilladelse i USA.
Endnu to album med egne sange Mind Games (1973) og Walls And Bridges (1974), samt et album med cover versioner af gamle standard rock numre Rock 'n' Roll (1975) fra hans ungdom udkom, før han trak sig tilbage for at koncentrere sig om at være far for sønnen Sean, der blev født den 9 oktober 1975 – på Lennons egen fødselsdag.
De følgende fem år blev en rejse ind i rollen som familiefar, hvor Lennon stort set slap musikken. Dog trak han fra tid til anden sin guitar frem eller satte sig til klaveret for at optage en melodi-idé han havde. I begyndelsen af foråret 1980, indledte han forberedelserne til at gå i studiet igen efter de fem års pause. Han følte sig sprængfuld med ideer til mindst tre kommende albums, fortalte han senere på året i et interview.
I november 1980 vendte han sammen med Yoko Ono tilbage med konceptalbumet Double Fantasy, som handlede om parforhold generelt og deres eget især. Titlen var inspireret af en blomst, kaldet "Double Fantasy", som han havde set i botanisk have på Bermuda. Sideløbende med optagelserne til "Double Fantasy", lavede han optagelser til det efterfølgende album, der ikke skulle blive færdiggjort. I 1984, udsendte Yoko Ono; "Milk and Honey", der for Lennons vedkommende, bestod af en række ikke-færdiggjorte sange, men hvor bl.a. numre som "Nobody Told Me" og "Grow Old With Me" viste, at Lennon virkelig havde været tilbage i bedste stil.

## John Lennon og FBI
Da FBI-direktør J. Edgar Hoover i 1972 rapporterede til Nixon Hvide Hus om Bureauets overvågning af John Lennon, begyndte han med at forklare, at Lennon var et "tidligere medlem af Beatles-sanggruppen". Da en kopi af dette brev ankom som svar på Jon Wieners anmodning om  informationsfrihed fra 1981, blev hele teksten tilbageholdt – sammen med næsten 200 andre sider – med den begrundelse, at frigivelsen ville bringe den nationale sikkerhed i fare. Denne bog fortæller historien om forfatterens bemærkelsesværdige fjorten år lange retskamp for at vinde frigivelsen af Lennon-filerne under Freedom of Information Act i en sag, der gik hele vejen til Højesteret. Med udgivelsen af Gimme Some Truth er 100 nøglesider af Lennon FBI-filen tilgængelige – komplet, fuldstændigt kommenteret og præsenteret i et "før og efter"-format.

## Drabet
Om aftenen den 8. december 1980 klokken 22.50 vendte John Lennon og Yoko Ono tilbage til deres hjem i Dakota bygningen i New York efter at have arbejdet på et remix af nummeret Walking On Thin Ice til det næste album. De lader limousinen standse foran bygningen i stedet for at køre ind i gården. Yoko Ono er den første der passerer Chapman, der bare står tavs og betragter dem. Da Lennon har passeret ham og er på vej ind gennem porten, sætter Chapman sig i skydestilling og affyrer alle fem skud. Lennon træffes af fire kugler, hvor den dræbende af dem, flår hans hovedpulsåre ved hjertet i stykker. Lennon når akkurat at vakle ind i forhallen, hvor Yoko Ono står, inden han efterfølgende falder om og forbløder. Der er delte gengivelser af, hvor hurtigt John Lennon døde. Det betragtes som sikkert, at han sagde "jeg er blevet skudt!", da han faldt om. Andre kilder har refereret, at Lennons sidste ord var "det gør fandens ondt" i politibilen på spørgsmålet om, hvordan han havde det. 
Et par politibetjente, der er mødt frem til gerningsstedet, får båret Lennons døende krop ud i patruljebilen og kørt ham til Roosevelt Hospital, hvor han erklæres død klokken 23.15. Der var ingen puls at se ved ankomsten. Et større lægehold havde forsøgt at redde hans liv og blandt andet lavet en mindre operation i hjertet. 
Gerningsmanden flygtede ikke fra stedet, men blev kort tid efter anholdt. På sig havde han bogen The Catcher in the Rye, som senere viste sig at have været hans "manuskript" til at begå mordet. Udover bogen, havde han også albummet; Double Fantasy, som han timer forinden, da John og Yoko forlod Dakota-bygningen, havde fået John Lennon til at signere.

## Eftermælet
En stor menneskemængde samledes udenfor Dakota-bygningen, hvor de sørgende med lys, blomster og sang mindedes Lennon. Søndag den 14. december 1980 blev der afholdt en mindehøjtidelighed i Central Park i New York for Lennon. Over 100.000 mennesker var mødt op ved Central Park. Samme sted blev der opført et mindesmærke for Lennon med navnet Strawberry Fields Memorial.
En særlig mindeudgave af musikmagasinet Rolling Stone blev udgivet kort efter drabet. Forsiden var et billede taget samme morgen som drabet fandt sted af Annie Leibovitz. Billedet viser en nøgen, sammenrullet Lennon ved siden af en fuldt påklædt Ono. Det symboliserer i høj grad deres sammenhørighed, samt Lennons afhængighed af Ono og hans afvisning af andres meninger om deres forhold.
I det verdensberømte blad Time Magazine var forsiden et billede af John Lennon.
I marts 2002 navngav hans hjemby Liverpool sin lufthavn Liverpool John Lennon Airport og adopterede dens motto fra en linje i sangen Imagine: Above us only sky.
Mange musikere/kunstnere har sunget sange om John Lennon. Her kan nævnes:
"Roll on John" af Bob Dylan "Moonlight shadow" af Mike Oldfield, "Here today" og "Dear Friend" af Paul Mccartney, "Too late for goodbyes" af Julian Lennon, "Empty Garden" af Elton John, "All those years ago" af George Harrison.
I 2002 kom Lennon ind som nr. 2 blandt de 100 største briter i en afstemning sponsoreret af BBC kun overgået af Winston Churchill.
I 2012 foretog det anerkendte musikmagasin NME en afstemning over det største musik ikon de sidste 60 år.
John Lennon blev valgt som suveræn nr. 1.

## Biografier og bøger
Egne udgivelser
- Ingen fluer på Frank : his greatest nonsens-hits / Lennon, John. 1994. ISBN 87-7378-125-8
- Skywriting by word of mouth and other writings including The ballad of John and Yoko. 1986. ISBN 0-06-015656-2
- A Spaniard in the works. 1990. ISBN 0-14-005929-6
- John Lennon in his own write. 1980. ISBN 0-14-005928-8

Biografier
- John Lennon : mennesket, musikeren og myten : en biografi / Karsten Jørgensen. 2004. ISBN 87-559-1197-8
- The Beatles / Hertsgaard, Mark. 1996. ISBN 87-16-16030-4
- John Lennon – min bror / Julia Baird. 1990. ISBN 87-89005-37-6
- John Lennon : drømmen er forbi / Vic Garbarini. 1990. ISBN 87-18-01312-0
- John Lennon fortæller / John Lennon (på dansk ved Arne Herløv Petersen). 1995. ISBN 87-595-0599-0
- John / Cynthia Lennon. 2005 (på dansk ved Per H. Jacobsen 2010). ISBN 978-87-91392-27-6

## Diskografi

### The Beatles
Deltog på alle deres indspilninger

### Soloalbum
- Unfinished Music No.1: Two Virgins (1968)
- Unfinished Music No.2: Life With The Lions (1969)
- Wedding Album (1969)
- Live Peace In Toronto (1969)
- Plastic Ono Band (1970)
- Imagine (1971)
- Sometime In New York City (with Yoko Ono) (1972)
- Mind Games (1973)
- Walls And Bridges (1974)
- Rock 'n' Roll (1975)
- Shaved Fish (best-of and singles compilation) (1975)
- Double Fantasy (with Yoko Ono) (1980)

Følgende er udgivelser efter John Lennons død:
- The John Lennon Collection (best-of and singles compilation) (1982)
- Milk And Honey (with Yoko Ono) (1984)
- Live In New York City (1986)
- Menlove Avenue (1986)
- Imagine: John Lennon (1988)
- Lennon Legend: The Very Best of John Lennon (1997)
- Anthology (1998)
- Wonsaponatime (selections from the Lennon anthology) (1998)
- Imagine Ultradisc II Audiophile Gold CD by Mobile Fidelity Sound Lab (2003)
- Plastic Ono Band Ultradisc II Audiophile Gold CD by Mobile Fidelity Sound Lab (2003)
- Mind Games Ultradisc II Audiophile Gold CD by Mobile Fidelity Sound Lab (2004)
- Acoustic (2004)
- Working Class Hero - The Definitive Lennon (2005)
- Power To The People - The Hits (Remastered) (2010)